# Hasslöv

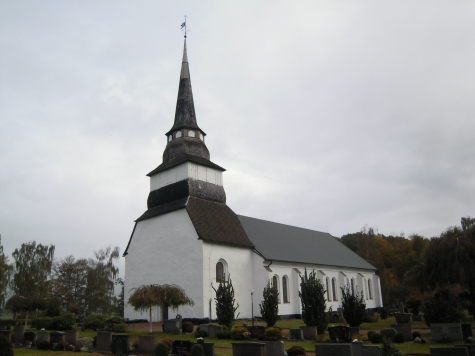
Hasslövs kyrka

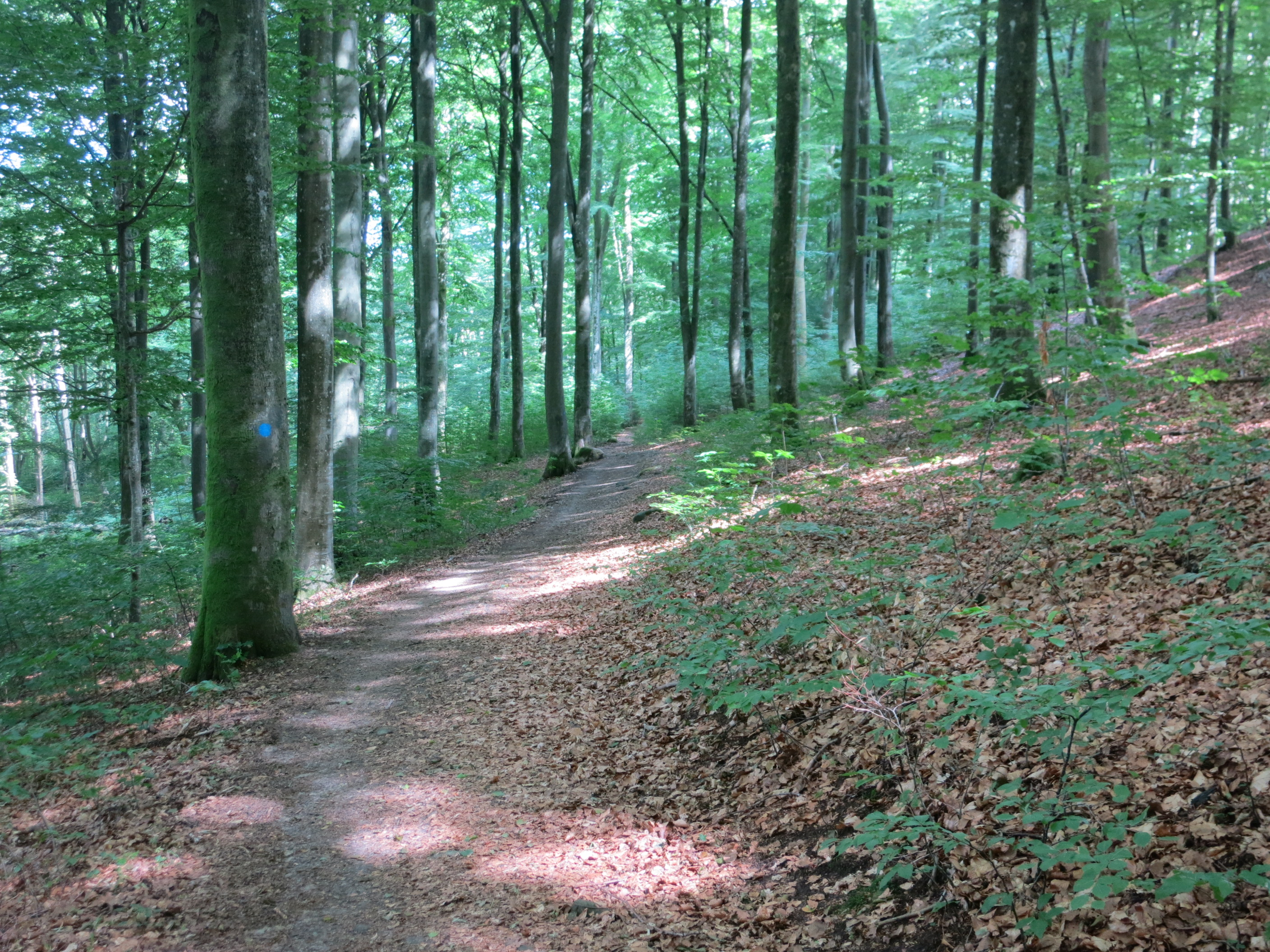
Osbecks bokskogar

Hasslöv är en tätort i Laholms kommun och kyrkbyn i Hasslövs socken i Hallands län. Orten ligger nedanför Hallandsåsen.

## Ortnamnet
Ortnamnet kommer från orden Hathar och löv, (Hathersløf 1406). Namnets förled är mansnamnet Hadar och efterleden löv betyder 'arvegods'. 

## Historia
Under bronsåldern låg platsen bra till vid en havsvik och utmed en förmodad handelsled.
Många bronsåldershögar finns på orten och i de omgivande småbyarna (framför allt Flintarp). Mest känd av de bronsåldershögar som finns i Hasslöv är Lugnarohögen, som är den enda bronsåldershög i Sverige där man kan gå in i och titta på gravsättningen, som i detta fall är en skeppssättning. Det finns ett trettiotal högar i området med fantasifulla namn som Kungshög. Tidigare har det också funnits en hög med namnet Gullhögen, men denna raserades någon gång på 1800-talet enligt den lokale amatörarkeologen kyrkoherde Victor Ewald vars bok Sydhalländska fornminnen gavs ut 1926. Den mest omfattande arkeologiska utgrävningen av gravhögar företogs 1868 av den berömde danske arkeologen Vilhelm Boye på uppdrag av den lokale godsherren, och vid detta tillfälle grävde man ut 18 högar på inte mycket mer än två veckors tid.

### Befolkningsutveckling
| Befolkningsutvecklingen i Hasslöv 1980–2020 | Befolkningsutvecklingen i Hasslöv 1980–2020 | Befolkningsutvecklingen i Hasslöv 1980–2020 | Befolkningsutvecklingen i Hasslöv 1980–2020 | Befolkningsutvecklingen i Hasslöv 1980–2020 |
| ------------------------------------------- | ------------------------------------------- | ------------------------------------------- | ------------------------------------------- | ------------------------------------------- |
|                                             |                                             |                                             |                                             |                                             |
| År                                          |                                             |                                             | Folkmängd                                   | Areal (ha)                                  |
| 1980                                        | 1980                                        |                                             | 241                                         |                                             |
| 1990                                        | 1990                                        |                                             | 243                                         | 43                                          |
| 1995                                        | 1995                                        |                                             | 257                                         | 45                                          |
| 2000                                        | 2000                                        |                                             | 257                                         | 45                                          |
| 2005                                        | 2005                                        |                                             | 242                                         | 45                                          |
| 2010                                        | 2010                                        |                                             | 228                                         | 44                                          |
| 2015                                        | 2015                                        |                                             | 239                                         | 53                                          |
| 2020                                        | 2020                                        |                                             | 272                                         | 53                                          |
| Anm.: Ny tätort 1980                        |                                             |                                             |                                             |                                             |

## Samhället
Ortens skola drivs numera i regi av byalaget.

## Natur
En av Linnés lärjungar Pehr Osbeck blev 1760 kyrkoherde i Hasslöv. Tack vare hans iakttagelser vet man idag mycket om hur naturen och bygden kring Hasslöv såg ut på den tiden. Strax sydväst om Hasslöv på Hallandsåsen ligger naturreservatet Osbecks bokskogar som bär hans namn. Från Lugnarohögen utgår en 2,5 km lång stig som för upp på Hallandsåsen, in i reservatet Osbecks bokskogar och upp till Brante källa och åter. Om man följer denna Osbecksrunda får man möjlighet att jämföra Pehr Osbecks observationer med nutida förhållanden.